# Dubbelkorig snaarinstrument

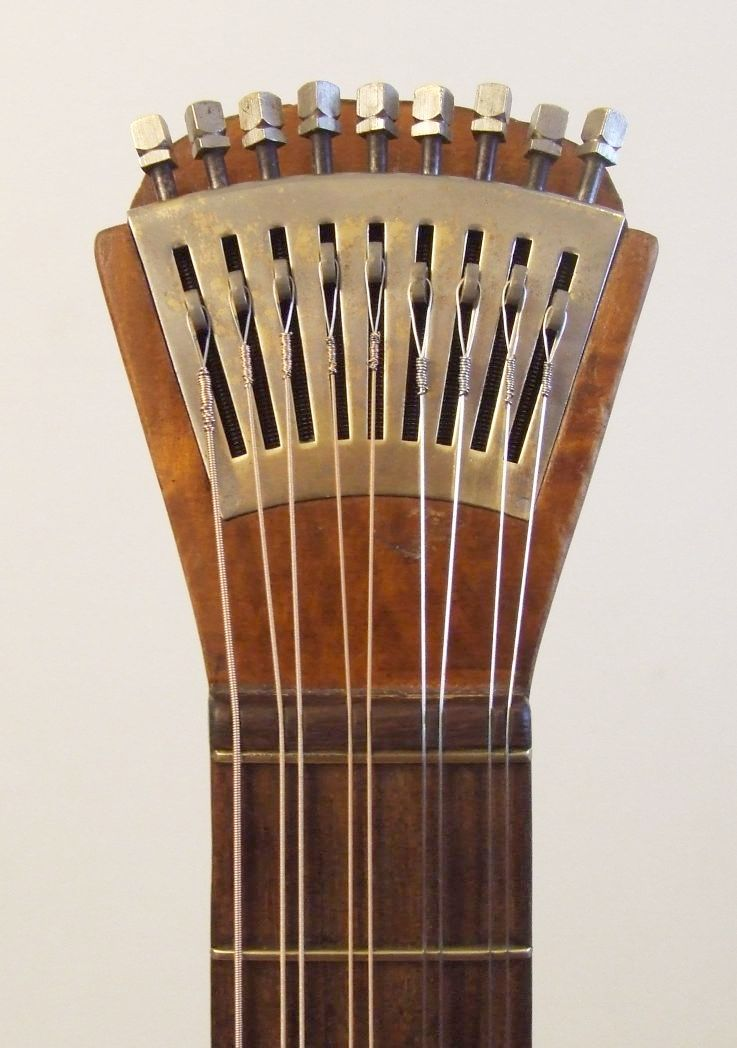
De Hamburger waldzither heeft negen snaren in dubbelkoor.

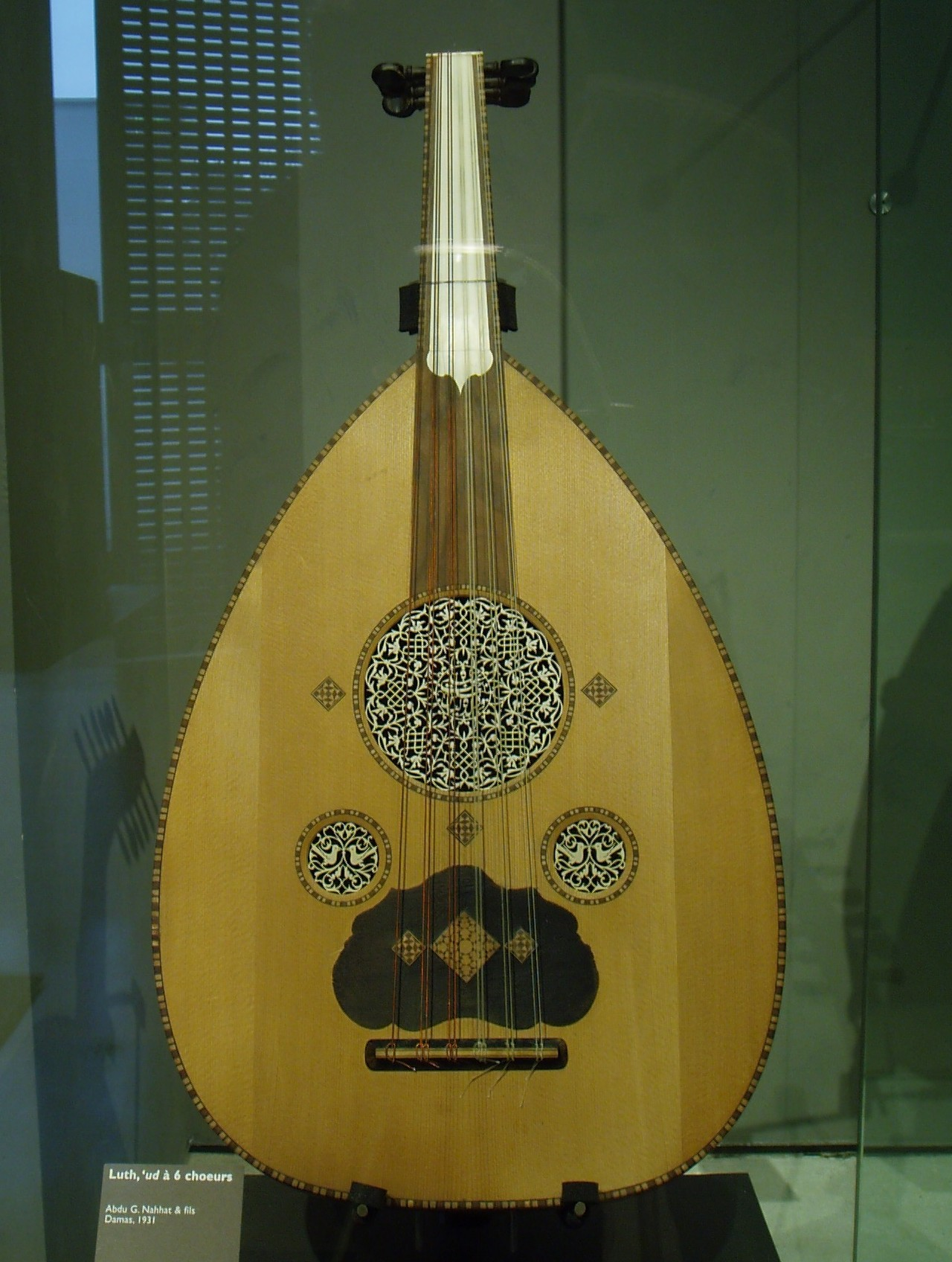
De luit is een dubbelkorig snaarinstrument.

Een dubbelkorig snaarinstrument is een snaarinstrument waarvan de snaren dubbel uitgevoerd zijn. Dat wil zeggen, dat er naast elke snaar een snaar met een gelijke lengte, dikte en spanning is geplaatst. Die twee snaren worden bespeeld als één snaar. In plaats van twee snaren met een gelijke toonhoogte, kan er ook een octaaf verschil tussen zitten, dan is één of meer van de factoren lengte, dikte of spanning anders. Door de dubbele snaren ontstaat een gewenste zweving.
Veel met plectrum bespeelde snaarinstrumenten zijn dubbelkorig, of zelfs tripelkorig zoals de laagste snaren van de saz. Dit betekent dat met het plectrum twee snaren die gelijk of in octaven gestemd zijn tegelijk worden aangeslagen.
Viersnarige dubbelkorige instrumenten hebben dus 8 snaren.
Met één op- of neergaande beweging over alle snaren worden 4 verschillende tonen geproduceerd. Een snelle, herhalende op- en neergaande beweging geeft een tremolo.
Ook de twaalfsnarige gitaar is een dubbelkorig snaarinstrument.
De Amerikaanse noiserockband Sonic Youth speelt hoofdzakelijk met omgestemde dubbel- of tripelkorige gitaren. Tevens stemmen ze deze duo's of trio's vaak niet compleet zuiver, waardoor er door interferentie een snelle zwevingstrilling ontstaat die lijkt op een chorus. Dit verschijnsel wordt beating genoemd.

## Dubbelkorige snaarinstrumenten
- 12-snarige gitaar
- Bouzouki
- Luit
- Mandoline
- Piano (van laag naar hoog: in de laagste bassen enkelkorig, dan dubbelkorig, vanaf het middenregister driekorig)
- Portugese gitaar
- Saz